# Ctenus palembangensis
Ctenus palembangensis là một loài nhện trong họ Ctenidae.
Loài này thuộc chi Ctenus. Ctenus palembangensis được Embrik Strand miêu tả năm 1906.